# Julian Czajkowski
Julian Czajkowski (ur. 1926, zm. 1 października 2022) – polski działacz państwowy i oświatowy, nauczyciel, były wiceprezydent Katowic, w latach 1981–1990 wicewojewoda częstochowski.

## Życiorys
Zdobył wykształcenie wyższe magisterskie. Z zawodu nauczyciel, zajmował się także działalnością społeczną na rzecz doskonalenia zawodowego. W latach 60. inspektor szkolny Prezydium Miejskiej Rady Narodowej w Katowicach. Piastował stanowiska kuratora oświaty w Katowicach, Częstochowie i Zabrzu. W latach 70. XX wieku pełnił funkcję wiceprezydenta Katowic. Od 17 lutego 1981 do 30 czerwca 1990 pełnił funkcję wicewojewody częstochowskiego. Był również wieloletnim wiceprzewodniczącym rady Zakładu Doskonalenia Zawodowego w Katowicach.
15 października 2022 pochowany na cmentarzu przy ul. Francuskiej w Katowicach.